# Teilkreis
Der Begriff Teilkreis hat mehrere Bedeutungen.

## Getriebebau
Im Getriebebau ist der Teilkreis der gedachte Durchmesser eines Zahnrades, auf dem der Teilkreis des Gegenrads abrollt. Beide hälftigen Durchmesser addiert ergeben den Achsabstand.

## Instrumentenbau
Als Teilkreis wird in der Instrumentenkunde und der Geodäsie eine fein unterteilte runde Scheibe aus Glas, Metall oder Filmmaterial bezeichnet, die zur genauen Winkelmessung dient. Zu diesem Zweck ist der Rand der Scheibe mit radial angeordneten, feinen Marken (Teilstrichen) oder Mustern gleichmäßig unterteilt.
Die Winkelmessung erfolgt bei genauen Instrumenten durch Zielung mit einem Messfernrohr und anschließende Ablesung der Richtung(en) am Teilkreis. Zur Ablesung dienen optische Hilfsmittel oder die fotoelektrische Abtastung der Teilstriche. Einfachere Geräte und Kompasse besitzen statt des Fernrohrs eine Visiervorrichtung.
Bei modernen Theodoliten haben die beiden Teilkreise für Horizontal- und Höhenwinkel Durchmesser von nur etwa 6–8 cm. Die Glaskreise sind genauer als 0,0002 mm geteilt und in ein feuchtigkeits- und staubdichtes Gehäuse eingebaut. Bis etwa 1930 waren Teilkreise aus Metall mit Silberteilung, 10–20 cm groß und frei sichtbar.

### Ablesung von Teilkreisen
Die visuelle Ablesung, die bis etwa 1960 dominierte, erfolgt je nach Genauigkeit des Instruments
- freiäugig, z. B. an Kompassen und einfachen Winkelmessern
- mit Lupe und Nonius, etwa beim Messtisch und manchen Sextanten
- mit Skalenmikroskop, z. B. beim Gefällemesser, Scherenfernrohr oder Bautheodolit
- mit Ablesemikroskop und Mikrometer, siehe Sekundentheodolit, Transit, Meridiankreis

Die fotoelektrische Ablesung von Teilkreisen  erfolgt durch automatisches Abtasten der Teilstriche bzw. der Muster. Das in Form gleichmäßiger Strichteilungen oder durch mehr oder weniger lange Strichspuren verkörperte Winkelmaß wird bei der Abtastung in Hell-Dunkel-Signale umgesetzt und digital verarbeitet. 
Teilkreise können offen oder in einem Gehäuse verdeckt ausgeführt sein; mit besonders genauen Teilkreisen sind Theodolite, Sextanten, astronomische Meridiankreise  ausgestattet. Die Teilstriche sind hier meist Bogenminuten oder Vielfache davon, während die Feinablesung (auf Winkelsekunden oder noch genauer) durch optische Mikrometer erfolgt (Koinzidenz mit einem Planplattenmikrometer).

### Teilkreise von Theodoliten
Bis Anfang des 20. Jahrhunderts waren genaue Teilkreise geodätischer Instrumente meist in Messing mit Silbereinlage fabriziert. Seit der Entwicklung des Sekundentheodolits (siehe Wild T2) haben sich fein geätzte Glaskreise durchgesetzt, deren Radien etwa 3–5 cm betragen. Deren Teilung wurde zunächst mechanisch (durch Kreisteilungsmaschinen), später durch fotografische Reproduktion (Ätzung) hergestellt, ähnlich wie jene der heutigen feinsten  Glasmaßstäbe. Bei heutigen Messgenauigkeiten von 0,5 bis 1" muss jeder der 10- bis 20.000 Teilstriche auf 0,0001 mm (0,1 µm) genau auf dem Glaskreis aufgebracht werden. Die Strichstärke liegt bei 0,006 mm und die Ziffernhöhe der Winkelbeschriftung bei 0,1 mm.
In modernen elektronischen Theodoliten und Tachymetern wird die Kreislesung durch  optoelektronische Verfahren ersetzt. Deren Technik der relativen Winkelbestimmung wird Inkrementalverfahren genannt, im Gegensatz zum Codeverfahren beim Einsatz von Absolutwertgebern.
Die Herstellung genauer Teilkreise erfolgt in einer Kreisteilungsmaschine. Die Teilkreisstriche werden in die Glaskreise geritzt, geätzt oder fotomechanisch aufgebracht.
Die bis etwa 1800 mangelnde Genauigkeit der Kreisablesung (z. B. die Alhidadenexzentrizität) wurde zuvor durch eine Erfindung von Tobias Mayer kompensiert, den Wiederholungs- oder Repetitionskreis.

## Fußball
Im Fußball ist der Teilkreis am Strafraum eine Markierung, die den Fußballspielern vorgibt, wo sie während eines Strafstoßes zu stehen haben.